# Begonia gracilior
Begonia gracilior là một loài thực vật có hoa trong họ Thu hải đường. Loài này được Burt-Utley & McVaugh mô tả khoa học đầu tiên năm 2001.